# Крилатов Євген Павлович
Крилатов Євген Павлович (23 лютого 1934, Лисьва, Свердловська область, РРФСР, СРСР — 8 травня 2019, Москва) — радянський і російський композитор. Лауреат Державної премії СРСР (1982). Лауреат премії Ленінського комсомолу (1987). Заслужений діяч мистецтв РРФСР (1989). Народний артист Росії (1994). Кавалер ордена Пошани (2010). Лауреат премії Президента Російської Федерації в області літератури і мистецтва за твори для дітей та юнацтва (2014 року). Написав музику до понад 150 фільмів і мультфільмів.

## Біографія
Народився 23 лютого 1934 року, у м. Лисьва. Навчався в Пермському музичному училищі. Закінчив Московську консерваторію (1959).
Автор музики для драматичного театру, радіо і телебачення; симфонічної, камерної, естрадної. Найбільш плідно працював в кінематографі. Більшість пісень композитора, написаних до фільмів і мультфільмів, набули популярності та отримали друге життя на естраді ((рос.)«Крылатые качели», «Прекрасное далёко», «Пообещайте мне любовь», «Серёжка ольховая», «Ведьма-речка», «До чего дошёл прогресс», ‎"Загадка женщины", «Кабы не было зимы», «Колыбельная медведицы», «Лесной олень», «Мы маленькие дети», «Подойду я к зеркалу», «Три белых коня», «Песня о шпаге» та ін.).
Був членом Спілки композиторів, Спілки кінематографістів і Спілки театральних діячів Росії.
Помер 8 травня 2019 року у Москві від двосторонньої пневмонії.

## Фільмографія
- «Життя спочатку» (1961)
- «Капітани блакитної лагуни» (1962, у співавт.)
- «Слідопит» (1963, мультфільм; у співавт. з О. Зацепіним)
- «Такий великий хлопчик» (1966)
- «Я чекаю пташеня» (1966, мультфільм; у співавт.)
- «Чесне крокодільське» (1967, мультфільм; у співавт.)
- «Літо 1943 року» (1967)
- «Фільм, фільм, фільм» (1968, мультфільм; у співавт.)
- «Сталося це взимку» (1968, мультфільм)
- «Квітка-семибарвиця» (1968)
- «Дід Мороз і літо» (1969, мультфільм)
- «Мій тато — капітан» (1969)
- «Рудольфіо» (1969)
- «Умка» (1969, мультфільм)
- «Умка шукає друга» (1970, мультфільм)
- «Мавпа з острова Саругасіма» (1970, мультфільм)
- «Пригоди Огірочка» (1970, мультфільм)
- «Про кохання» (1970)
- «М'ячик і хлопчик» (1971, мультфільм)
- «Три банани» (1971, мультфільм)
- «Ох вже ця Настя!» (1971)
- «Надбання республіки» (1971)
- «Шукаю людину» (1973)
- «Скарби затонулих кораблів» (1973, мультфільм)
- «Казка за казкою» (1974, мультфільм)
- «Не болить голова у дятла» (1974)
- «Біла дорога» (1974)
- «Поверніть Рекса» (1975, мультфільм)
- «Міняю собаку на паровоз» (1975)
- «Смак халви» (1975)
- «Шторм на суші» (1975)
- «Надійна людина» (1975)
- «Про те, як гном покинув дім» (1976, мультфільм)
- «Поштова рибка» (1976, мультфільм)
- «Ключ без права передачі» (1976)
- «Тільки удвох» (1976)
- «Будьонівка» (1976)
- «Русалонька» (1976)
- «Ризик — благородна справа» (1977)
- «Кільця Альманзора» (1977)
- «Сум'яття почуттів» (1977)
- «Четверта висота» (1977)
- «Зрадниця» (1977)
- «Біда» (1977)
- «Троє з Простоквашино» (1978, мультфільм)
- «І це все про нього» (1978)
- «Кінець імператора тайги» (1978)
- «Однофамілець» (1978)
- «Акванавти» (1979)
- «З коханими не розлучайтесь» (1979)
- «Циркачонок» (1979)
- «Мій перший друг...» (1979)
- «Канікули в Простоквашино» (1980, мультфільм)
- «Призначення» (1980)
- «Пригоди Васі Куролесова» (1981, мультфільм)
- «У небі „нічні відьми“» (1981)
- «Чесний, розумний, неодружений...» (1981)
- «Залишаюся з вами» (1981)
- «Ніч голови» (1981)
- «Я вас дочекаюся» (1982)
- «Срібне ревю» (1982)
- «Батьків не вибирають» (1982)
- «Субота і неділя» (1982)
- «Бюро знахідок» (1982—1984, мультфільм; 1—4 фільми)
- «Від двох до п'яти» (1983, мультфільм)
- «Талісман» (1983)
- «Гостя з майбутнього» (1984)
- «Межа можливого» (1984; у співавт. з Г. Фіртичем)
- «Наказано взяти живим» (1984)
- «Осінній подарунок фей» (1984)
- «Мій обранець» (1984)
- «Єгорка» (1984)
- «Зима в Простоквашино» (1984, мультфільм; пісня «Кабы не было зимы»)
- «Ми з Шерлоком Холмсом» (1985, мультфільм)
- «Не ходіть, дівчата, заміж» (1985)
- «Координати смерті» (1985)
- «Акселератка» (1987)
- «Лілова куля» (1987)
- «Раз на раз не випадає» (1987)
- «Не залишай…» (1989)
- «Світ в іншому вимірі» (1989, у співавт.)
- «Право на минуле» / Právo na minulost (1989, СРСР—Чехословаччина)
- «Великий капкан, або Соло для кішки при повному місяці» (1992)
- «Хагі-Траггер» (1994)
- «Чарівник Смарагдового міста» (1994)
- «Королівська гра» (1996, мультфільм)
- «Жаба-мандрівниця» (1996, мультфільм)
- «Діти понеділка» (1997)
- «Жіноча логіка» (2001)
- «Цвіркун за вогнищем» (2001)
- «Жіноча логіка» (міні-серіал, 2002)
- «Колгосп Інтертейнмент» (2003)
- «Жіноча логіка 4» (2004)
- «Дюймовочка» (2007)
- «Мій бідний Марат» (2008)
- «Три жінки Достоєвського» (2010) та ін.

Автор музики до кінокартин, знятих на кіностудіях УРСР—України:
- «Розпатланий горобець» (1967, мультфільм, к/ст. «Київнаукфільм»; у співавт.)
- «Квіти для Олі» (1976)
- «Тільки краплю душі» (1978)
- «Пригоди Електроніка» (1979, т/ф, Зо; Державна премія СРСР, 1982)
- «Крупна розмова» (1980)
- «Чарівники» (1982, т/ф)
- «Поки не випав сніг...» (1984)
- «Чехарда» (1987, т/ф)
- «Зброя Зевса» (1991, т/ф, 5 с)
- «Коли спізнюються в ЗАГС...» (1991)
- «Постріл у труні» (1992)
- «Браві хлопці» (1993)
- «Золоте курча» (1993) тощо.